# Abacetini
Abacetini là một tông bọ cánh cứng đã lỗi thời thuộc họ Bọ chân chạy, hiện nay được xem là phân tông Abacetina của tông Pterostichini, vẫn nằm trong họ Bọ chân chạy.